# Niederried bei Kallnach
Niederried bei Kallnach foi uma comuna da Suíça, localizada no Cantão de Berna, com 2 345 habitantes, de acordo com o censo de 2010. Estendia-se por uma área de 10,23 km², de densidade populacional de 228 hab/km². Confinava com as seguintes comunas: Kallnach, Bargen, Radelfingen, Golaten, Kerzers e Fräschels.
A língua oficial desta comuna era o alemão.

## História
Em 1 de janeiro de 2013, passou a formar parte da comuna de Kallnach.

## Idiomas
De acordo com o censo de 2000, a maioria da população fala alemão (94,9%), sendo o português a segunda língua mais comum, com 1,8%, e, em terceiro lugar, o servo-croata, com 1,5%.